# Шпалентор
Шпалентор — проїзна брама нині не існуючого муру у місті Базелі, Швейцарія. У 1933 році оголошені національною пам'яткою Базеля.
У жовтні 1356 року великий землетрус практично зрівняв із землею старий Базель. Відновлене місто жителі оточили кільцем високих кам'яних стін і ровом, заповненим водою Рейна. Міська стіна була посилена чотирма десятками веж, сім з яких були проїзними. Брама Шпалентор була побудована між 1387 і 1398 роком на великій дорозі, ведуча убік Ельзасу — давнього торгового партнера Базеля.
До середини XIX століття міські стіни Базеля виконували свою оборонну функцію, брама охоронялися вартою і закривалася щоночі, міст через рів піднімався. Проте до кінця XIX століття вона вже втратили своє значення і стала істотно обмежувати зростання міста. При зносі міських стін було вирішено залишити три найкрасивіші (і несхожі одна на одну) вежі — вежу Святого Йоганна, вежу Святого Альбана і Шпалентор.
Квадратна в плані головна вежа брами заввишки 40 м і шириною 9,5 м увінчана загостреним дахом під візерунчастою глазурованою черепицею. Головна вежа фланкована двома циліндричними вежами заввишки 28 м із зубцями. У середньовіччі вежі ці теж мали високі шатрові дахи, але в урагані 1842 роки даху були зірвані, та так і не відновлювалися. В одній з бічних веж зроблені гвинтові сходи, що дозволяє потрапляти на вежу після того, як знесли міську стіну. Раз на рік, у «День відкритої брами», на вежу дозволяється піднятися і туристам. Зовнішня стіна вежі завтовшки близько двох метрів, стіна з боку міста — 1,6 м. З двох сторін брама забезпечена потужними опускними ґратами з дуба із залізними наконечниками.
Фасад воріт, обернений у бік дороги, багато декорований. Над аркою розміщений герб Базеля в лапах двох левів, витесаний із місцевого червоного піщанику (такого ж, з якого побудований знаменитий Базельський собор). Вище за герб — скульптура Богоматері з немовлям, датована початком XV століття; по лівий і правий бік від неї — пророки з сувоями. На центральних зубцях зовнішнього порталу брами — два лицарі зі щитами, на яких також герб Базеля. Нині усі скульптури замінені копіями; оригінали ж зберігаються в Історичному музеї Базеля.
На внутрішньому (міському) боці брами висить одна з шести історичних поштових скриньок 1844 року, що збереглися у Базелі, із зображенням легендарної Базельської голубки. Скринька і зараз використовується містянами за прямим призначенням.

## Ресурси Інтернету
- Das Spalentor